# تينيسي (إلينوي)
تينيسي (بالإنجليزية: Tennessee)‏ هي منطقة سكنية تقع في الولايات المتحدة في إلينوي. يقدر عدد سكانها بـ 144 نسمة .